# 発熱 (曲)
「発熱」（はつねつ）は、tacicaの9枚目のシングル。2016年2月24日にSME Recordsから発売された。

## 概要
前作「サイロ」から約3ヶ月ぶり、CDシングルとしては「LEO」以来、約1年5ヶ月ぶりとなるリリース。
表題曲「発熱」はテレビアニメ『ハイキュー!! セカンドシーズン』のエンディングテーマとなっている。2014年放送のアニメ1stシーズンではエンディングテーマに「LEO」が採用されており、tacicaと『ハイキュー!!』シリーズのコラボレーションは今回が2度目となる。
作詞作曲は猪狩翔一、編曲はtacica・湯浅篤。

## 収録曲

### 通常盤
1. 発熱 [3:03]
  - テレビアニメ『ハイキュー!! セカンドシーズン』エンディングテーマ。
  - 『LEO』ではアニメのテーマソングであることを意識せずに作ったため、今回も『LEO』を意識して作るべきか意識せず作るべきか、「その葛藤をずっと抱えながら曲を書いていたわけではない」としながらも「そういう葛藤もあったといえばあった」と発言している[2]。
  - 「tacicaの新曲である」ということを前提にしながら、キャラクターたちのことも念頭におきつつ5曲もデモを作ったとインタビューで語っている[2]。
2. 510 [3:46]

### 期間生産限定盤
1. 発熱 [3:03]
2. 510 [3:46]
3. 発熱 (TV edit) [1:31]